# Pequeño Danubio

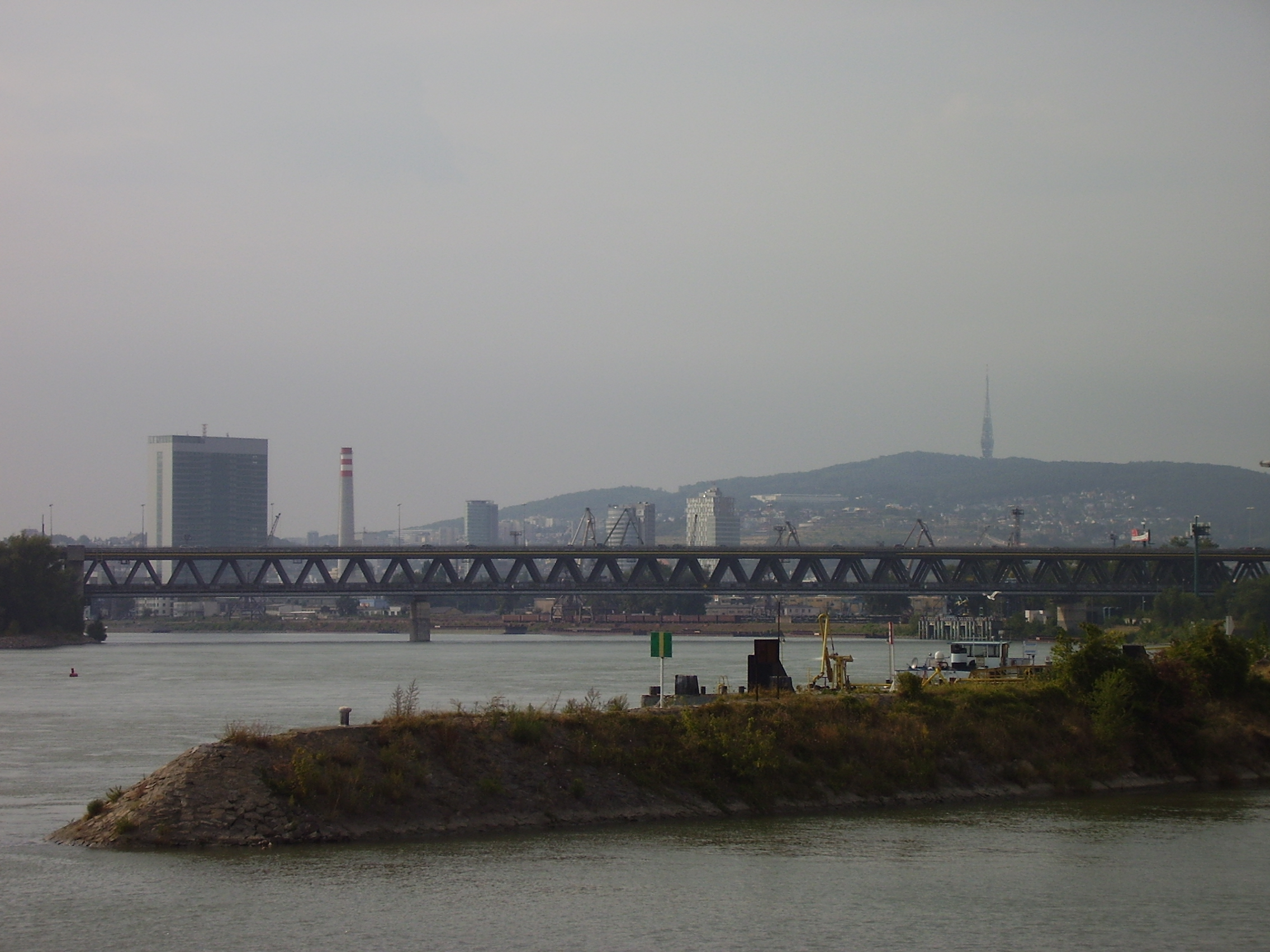
Bratislava: lugar donde el Pequeño Danubio se separa del Danubio

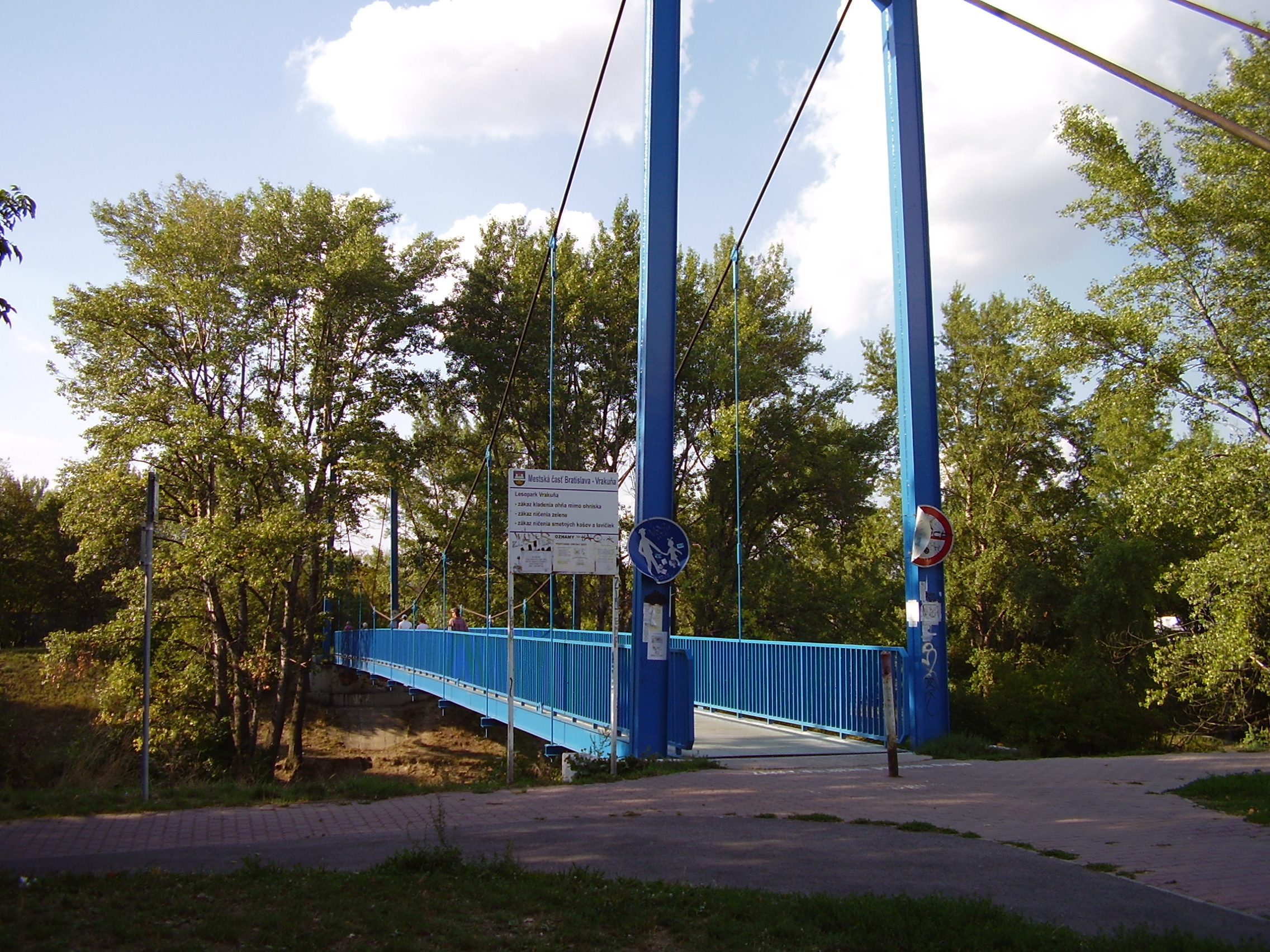
Puente sobre el Pequeño Danubio en Vrakuňa

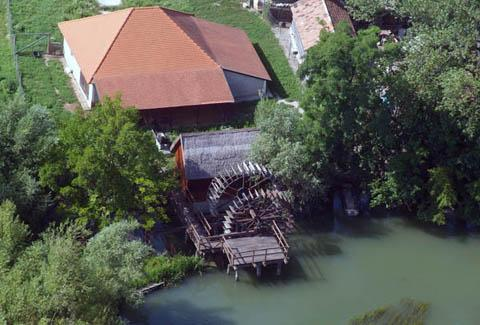
Molino de agua en el pueblo de Jahodná

El Pequeño Danubio (en eslovaco Malý Dunaj, en húngaro Kis-Duna, en alemán Kleine Donau) es un brazo efluente del río Danubio situado en Eslovaquia.
El Pequeño Danubio se separa del curso principal del Danubio en las inmediaciones de Bratislava, a una altitud de 126 metros sobre el nivel del mar, y fluye paralelamente a éste por el norte, formando numerosos meandros. Tras unos 128 kilómetros, desemboca en el río Váh en Kolárovo, a una altitud de 106,5 m sobre el nivel del mar. La cuenca del Pequeño Danubio es de 3.173 km² y el caudal medio en Trstice es de 27,8 m³/s.
El río atraviesa las localidades de Kolárovo, Vrakuňa, Most pri Bratislave, Malinovo, Zálesie, Tomášov, Jelka, Jahodná y Trstice. El tramo del Váh comprendido entre Kolárovo y la confluencia con el Danubio recibe el nombre de "Danubio del Váh" (en eslovaco Vážsky Dunaj, en húngaro Vág-Duna). Este sistema fluvial forma la mayor isla fluvial de Europa, la Žitný ostrov (literalmente "Isla del Centeno", en húngaro Csallóköz).

## Fauna y flora
El Pequeño Danubio y su entorno inmediato albergan numerosas especies de animales, plantas y hongos.

### Fauna
En el Pequeño Danubio y sus alrededores viven varias especies de animales protegidos. Entre los mamíferos destacan la nutria europea y la rata almizclera, mientras que entre las aves se puede mencionar el cisne, la garza real, la focha común, la cigüeña blanca, el avetorillo común, el martín pescador y el ánade real. Los anfibios que aparecen en la zona del Pequeño Danubio son principalmente la rana europea común y la rana comestible. Entre los insectos, destaca el ciervo volante. Algunos de los peces que se encuentran en el curso del Pequeño Danubio son el siluro, la locha, el lucio, el bagre, el cachuelo, el leucisco, la perca de río, el carpín, el rutilo y la lota.

### Flora
Las principales especies arbóreas que crecen en las proximidades del Pequeño Danubio son el álamo negro, el álamo blanco, la mimbrera, el salguero, el fresno, el ailanto y el aliso. También abundan los arbustos, sobre todo la clemátide, el sanguino, el bonetero, el lúpulo y la hiedra. La flora acuática está representada principalmente por el pino acuático, el nenúfar blanco, el nenúfar amarillo, la broza del Canadá, la filigrana menor, la espadaña, la lechuga de agua y la lenteja de agua común.

## Turismo
El Pequeño Danubio y sus alrededores ofrecen muchas posibilidades de ocio. Las ciudades y pueblos de los alrededores cuentan con diversos atractivos, como los castillos y parques de Malinovo y Tomášov, o los monumentos de arquitectura popular, representados por los molinos de agua. También es popular la piscina termal de Topolníky. El propio río constituye un lugar excelente puede practicar la pesca. Las aguas del Pequeño Danubio también son aptas para la práctica del descenso en balsa.

## Galería

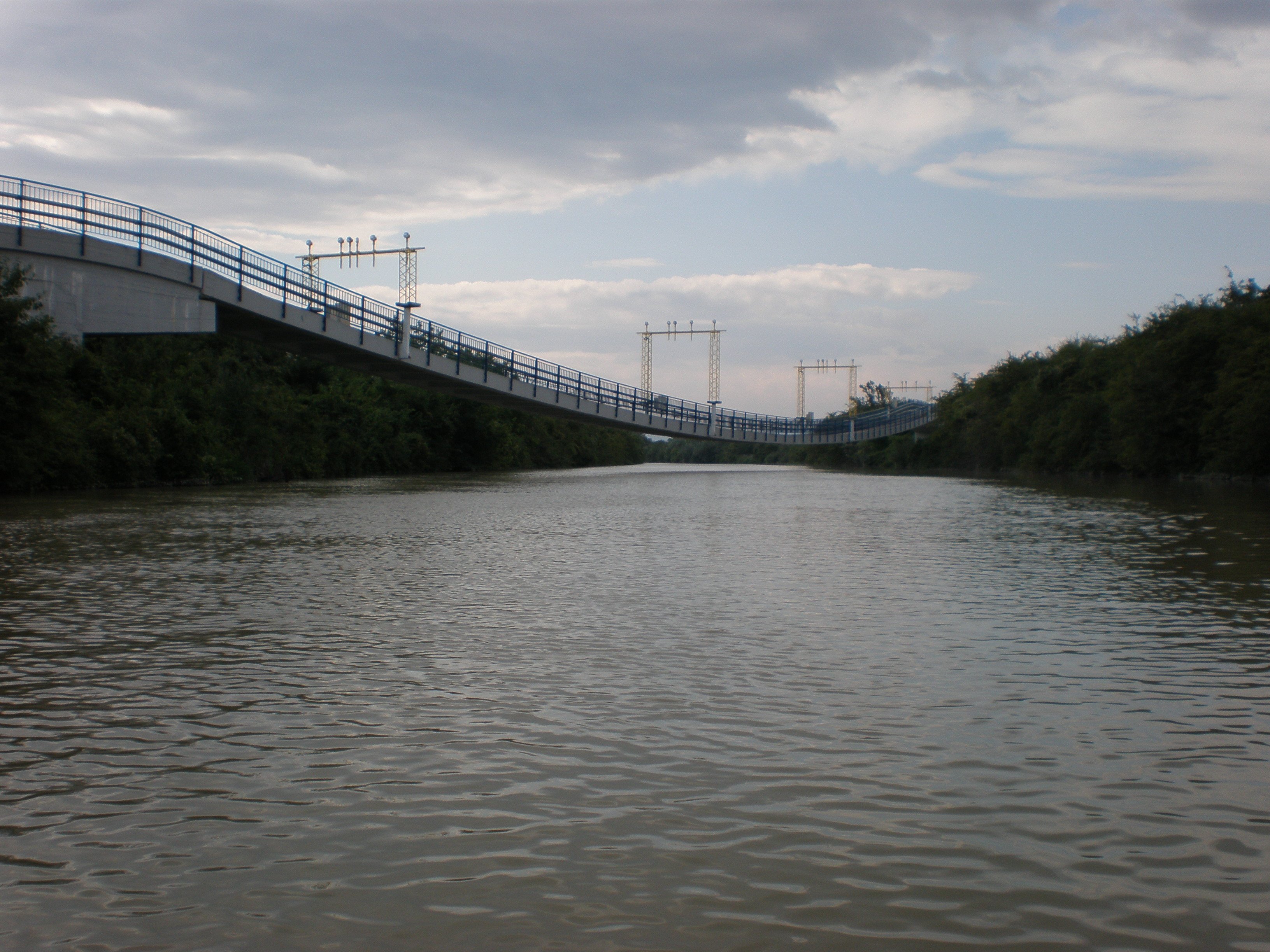
Puente sobre el Pequeño Danubio cerca del aeropuerto M. R. Štefánik
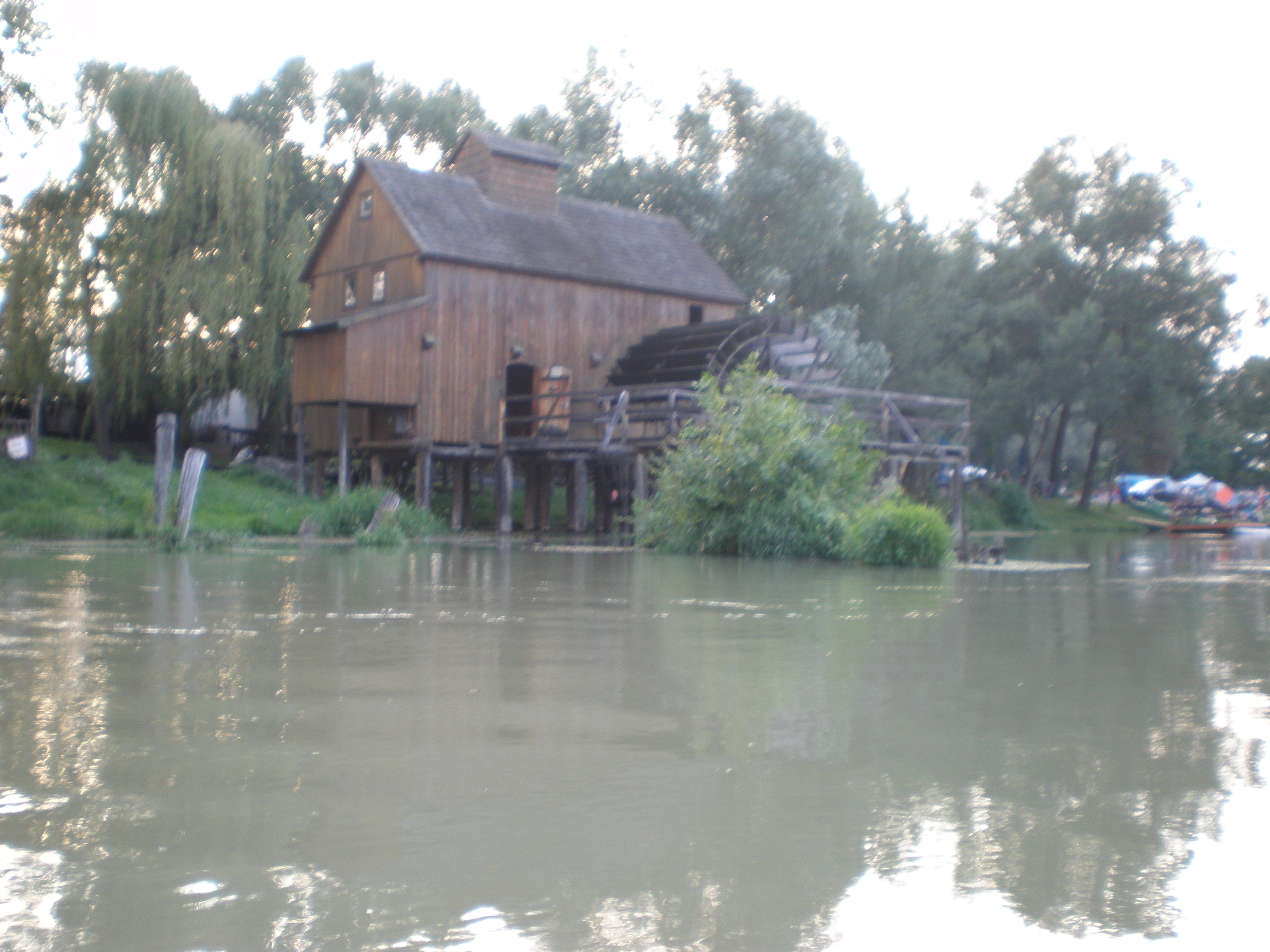
Molino de agua en Jelka
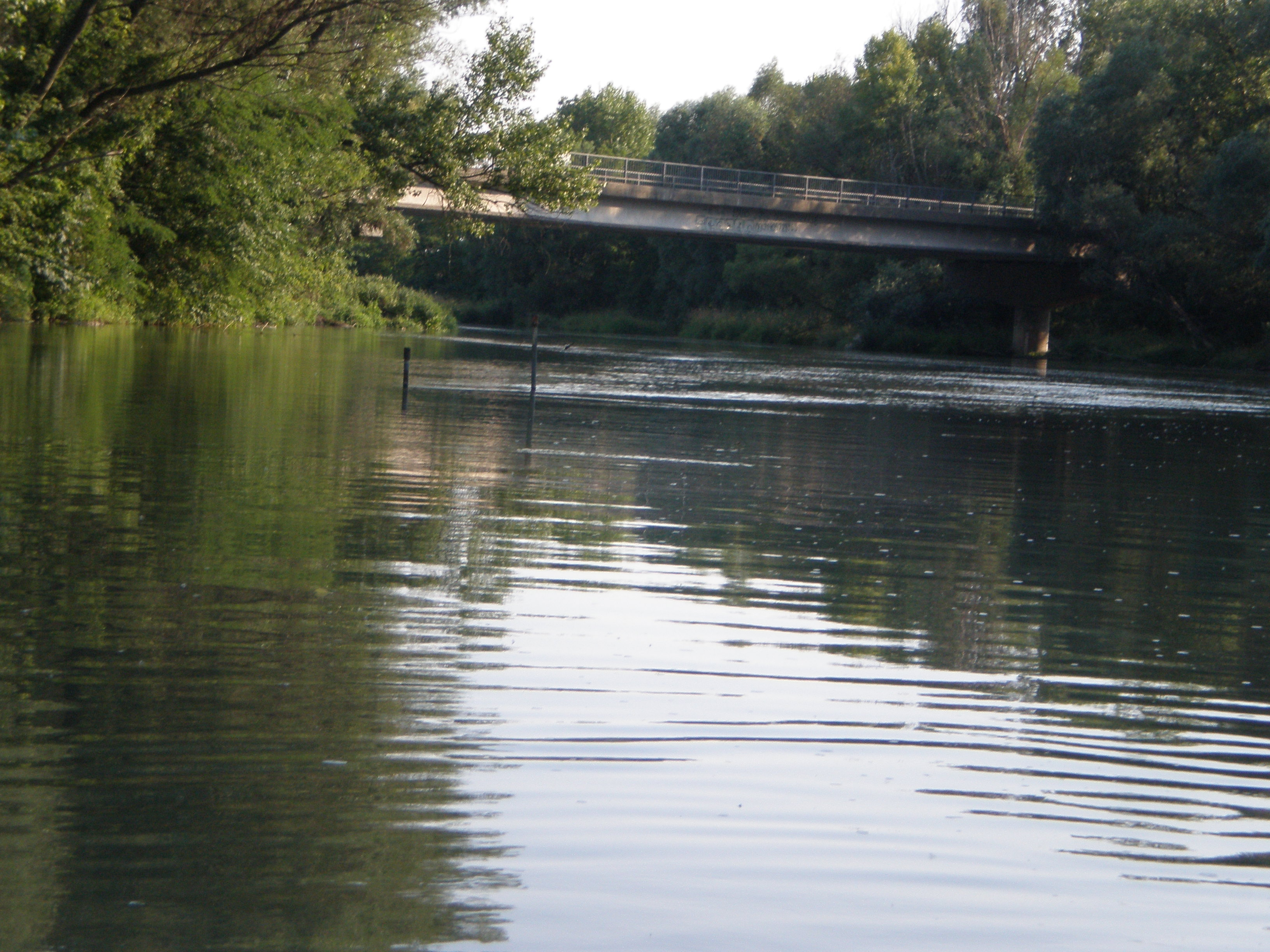
Un puente sobre el Pequeño Danubio en Hurbanova Ves
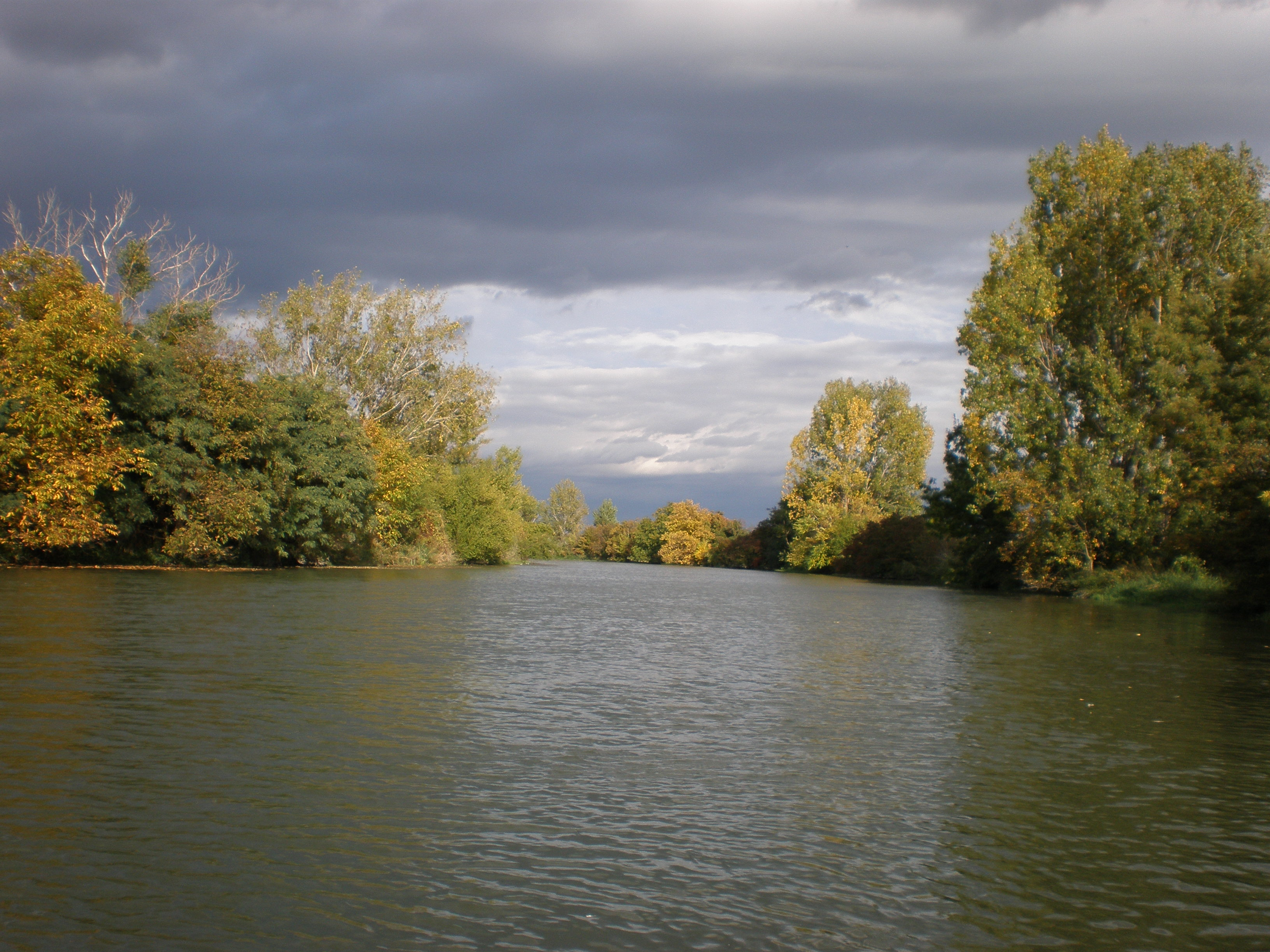
El Pequeño Danubio en Zálesie